# Oritia (nereida)
Oritia (en grec antic Ὠρείθυια) va ser, segons la mitologia grega, una de les cinquanta Nereides, filla de Nereu, un déu marí fill de Pontos, i de Doris, una nimfa filla d'Oceà i de Tetis. Tenia un únic germà, Nèrites. És la nereida de la mar tempestuosa.
La mencionen Homer i Gai Juli Higí a les llistes que donen de les nereides. Homer diu que va ser una de les trenta-dues nereides que van pujar des del fons de l'oceà per arribar a les platges de Troia i plorar, juntament amb Tetis la futura mort d'Aquil·les